# Зангиев, Владимир Сосланович
Владимир Сосланович Зангиев (20 марта 1917 года, Ардон — 1993 год, Владикавказ, Северная Осетия) — советский военнослужащий, лётчик, участник Великой Отечественной войны. Почётный гражданин Владикавказа.

## Биография
Родился в марте 1917 года в Ардоне. Окончил местную школу, затем обучался в военном авиационном училище в Батайске. В годы Великой Отечественной войны служил командиром звена 7-го Ордена Ленина Краснознамённого Севастопольского гвардейского штурмового авиационного полка. Воевал при обороне Кавказа.
5 ноября 1942 года с военного аэродрома в Грозном отправился на боевое задание на самолёте Ил-2 в окрестности Владикавказа. Сбил два вражеских самолёта. В этот же день был сбит зенитной артиллерией около селения Хаталдон. В пламени огня десантировался и попал в плен. После многочисленных пыток в течение нескольких дней его со связанными руками привязали к седлу лошади и поволокли по земле. На окраине села в бессознательном состоянии закопали в землю. Через некоторое время около этого места проходили пленные красноармейцы, которые, заметив, что могильный холмик шевелится, выкопали живого лётчика и в колонне военнопленных довели его до Дигоры. Первое время находился в пересыльном пункте военнопленных в Прохладном, затем отправлен в концлагерь для военнопленных «Шталаг 301/Z» около города Славута Хмельницкой области. Пытался несколько раз совершить побег из лагеря. Во время четвёртой попытки ему удалось в мае 1943 года бежать из лагеря. Почти месяц скитался в одиночку по местным лесам, в последующем примкнул к партизанам.
Воевал политруком в партизанском отряде имени Ворошилова в Ровенской области (по другим сведениям — в 1-м Молдавском партизанском отряде). В декабре 1943 года его переправили через линию фронта. С начала 1944 года проходил проверку в Смерше. Был представлен к награждению званием Героя Советского Союза (звание не получил). С марта 1944 года — инструктор Грозненского авиационного училища. С конца 1944 года вновь воевал в составе 7-го гвардейского штурмового авиационного полка. Совершил несколько десятков боевых вылетов, штурмовал Кенигсберг и Берлин.
Демобилизовался в звании майора. В послевоенные годы преподавал в Актюбинском военном авиационном училище. После возвращения в Северную Осетию возглавлял местное отделение ДОСААФ, был инициатором создания и директором мемориального музея дважды Героя Советского Союза И. А. Плиева.
Проживал в доме № 44 по улице Джанаева. Умер в 1993 года во Владикавказе.
В литературе
Жизни Владимира Зангиева посвящена повесть «Опалённые крылья» А. Лаписа и В. Шанаева. Его подвиг упоминается в мемуарах генерала И. Тюленева «Через три моря», маршала авиации К. Вершинина «Четвёртая воздушная», маршала А. Гречко «Битва за Кавказ», в сборнике документов «Советские Военно-Воздушные силы в Великой Отечественной войне 1941—1945 гг.».
Память
- Его именем названа улица во Владикавказе
- Мемориальные доски во Владикавказе:
  - Дом № 2 по улице Зангиева. Установлена в мае 2002 года. Автор: скульптор Михаил Дзбоев[7];
  - Дом № 44 по улице Джанаева. В этом доме проживал с 1960 по 1993 год[8]. Установлена в мае 2002 года. Автор: скульптор Михаил Дзбоев[7];
  - На фасаде школы № 17 по улице Герцена (д. № 7).

Награды
- Орден Красной Звезды (09.10.1944)
- Орден Красного Знамени (23.01.1945)
- Орден Отечественной войны 1 степени (06.04.1985)
- Медаль «За победу над Германией в Великой Отечественной войне 1941—1945 гг.»
- Медаль «За взятие Кенигсберга» (09.06.1945)
- Медаль «Партизану Отечественной войны» 1 степени
- Медаль «За оборону Кавказа» (01.05.1944)
- Медаль «За боевые заслуги» (06.05.1946)
  - Крест Заслуги «За храбрость» (Польша)[9]

## Галерея

Мемориальная доска на доме № 2 по улице Зангиева
Мемориальная доска на доме № 44 по улице Джанаева